# Plowmanianthus peruvianus
Plowmanianthus peruvianus là một loài thực vật có hoa trong họ Commelinaceae. Loài này được C.R.Hardy & Faden mô tả khoa học đầu tiên năm 2004.